# Morten Olsen (balonmanista)
Morten Olsen (Osted, 11 de octubre de 1984) es un jugador de balonmano danés que juega como central en el Bjerringbro-Silkeborg. Es internacional con la selección de balonmano de Dinamarca.
Con la selección ha ganado la medalla de oro en los Juegos Olímpicos de Río de Janeiro 2016, en el Campeonato Mundial de Balonmano Masculino de 2019 y en el Campeonato Mundial de Balonmano Masculino de 2021.

## Palmarés

### Selección nacional
| Juegos Olímpicos   | Juegos Olímpicos     | Juegos Olímpicos | Juegos Olímpicos |
| Año                | Lugar                | Medalla          |                  |
| ------------------ | -------------------- | ---------------- | ---------------- |
| 2016               | Río de Janeiro       | Medalla de oro   |                  |
| 2020               | Tokio                | Medalla de plata |                  |
| Campeonato Mundial |                      |                  |                  |
| Año                | Lugar                | Medalla          |                  |
| 2019               | Alemania y Dinamarca | Medalla de oro   |                  |
| 2021               | Egipto               | Medalla de oro   |                  |

### GOG Gudme
- Liga danesa de balonmano (2): 2022, 2023

## Clubes
- GOG Gudme (2003-2005)
- HF Mors (2005-2006)
- Viborg HK (2006-2007)
- Bjerringbro-Silkeborg (2007-2010)
- TSV Hannover-Burgdorf (2010-2013)
- Saint-Raphaël VHB (2013-2015)
- Al Rayyan (2015)
- TSV Hannover-Burgdorf (2015-2020)
- GOG Gudme (2020-2023)
- Bjerringbro-Silkeborg (2023- )